# Блондины

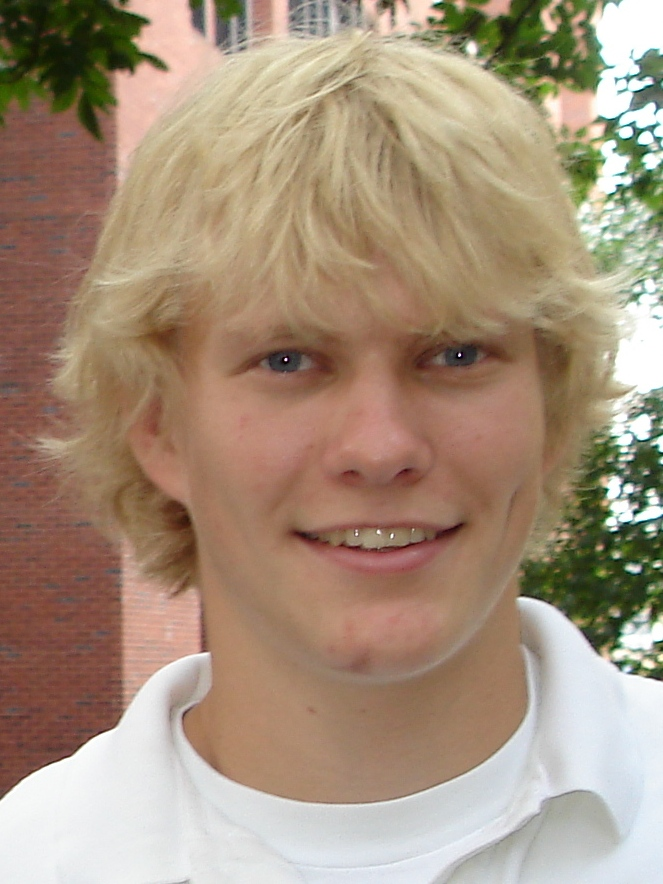
Блондин

Блонди́ны, блонди́нки (фр. blondins, blondines от blond «белокурый, белобрысый, светло-русый») — люди со светлыми волосами. Это цвет волос, характеризующийся низким уровнем тёмного пигмента эумеланина. Результирующий видимый оттенок зависит от различных факторов, но всегда имеет желтоватый оттенок. Цвет может быть от очень бледного блонда (из-за пятнистого, скудного распределения пигмента) до красноватого «клубничного» блонда или золотисто-коричневатого («песочного») блонда (последний с большим количеством эумеланина).
Различают натуральных (естественных) и крашеных (искусственных) блондинов и блондинок.

## Виды блондинов
Белокурые волосы различаются как по степени пигментированности, так и по оттенку. Вот основные различаемые обществом виды белокурых волос:
- Белобрысые — очень светлые, почти белые волосы.
- Льняные — белые или почти белые волосы серого или жёлтого оттенка.
- Платиновый блондин — белые или почти белые серого оттенка волосы.
- Золотистые — светло-жёлтые волосы.
- Кукурузные или пергидрольные — ярко-жёлтые волосы.
- Пепельный блондин — светло-русые серого оттенка волосы.
- Пшеничные — светло-русые жёлтого оттенка волосы.

## Эволюция светлых волос
Типичное объяснение эволюции светлых волос, найденное в научной литературе, связано с эволюцией светлой кожи и, в свою очередь, потребностью в синтезе витамина D и сезонным снижением солнечной радиации в Северной Европе.
Анализ древней ДНК (ADNA) показал, что самая старая окаменелость, которая, как известно, несет производный аллель KITLG, который отвечает за светлые волосы у современных европейцев, является 17 000-летним древним северо-евразийским образцом из Восточной Сибири.
Генетик Дэвид Райх сказал, что сотни миллионов копий этого SNP, классической европейской мутации светлых волос, попали в континентальную Европу в результате массовой миграции населения из евразийских степей людьми, имеющими существенное древнее северо-евразийское происхождение.
Древняя северо-евразийская примесь присутствует в мезолитических окаменелостях из Северной Европы и связана с предсказанием наличия светлых волос у скандинавов каменного века с помощью анализа древней ДНК.
Гэвин Эванс проанализировал несколько лет исследований происхождения светлых волос в Европе и пришел к выводу, что широкое распространение светлых волос в Европе во многом связано с территориальной экспансией «всепокоряющих» западных степных пастухов, которые несли гены светлых волос.
В обзорной статье, опубликованной в 2020 году, анализируются данные об окаменелостях из самых разных опубликованных источников. Авторы подтверждают предыдущие утверждения, отмечая, что древние северо-евразийские популяции несли производный аллель светлых волос в Европу и что «массовое распространение» скотоводов Ямной степи, вероятно, вызвало «быстрый выборочный сдвиг европейских популяций в сторону светлой кожи и волос».

## Распространённость

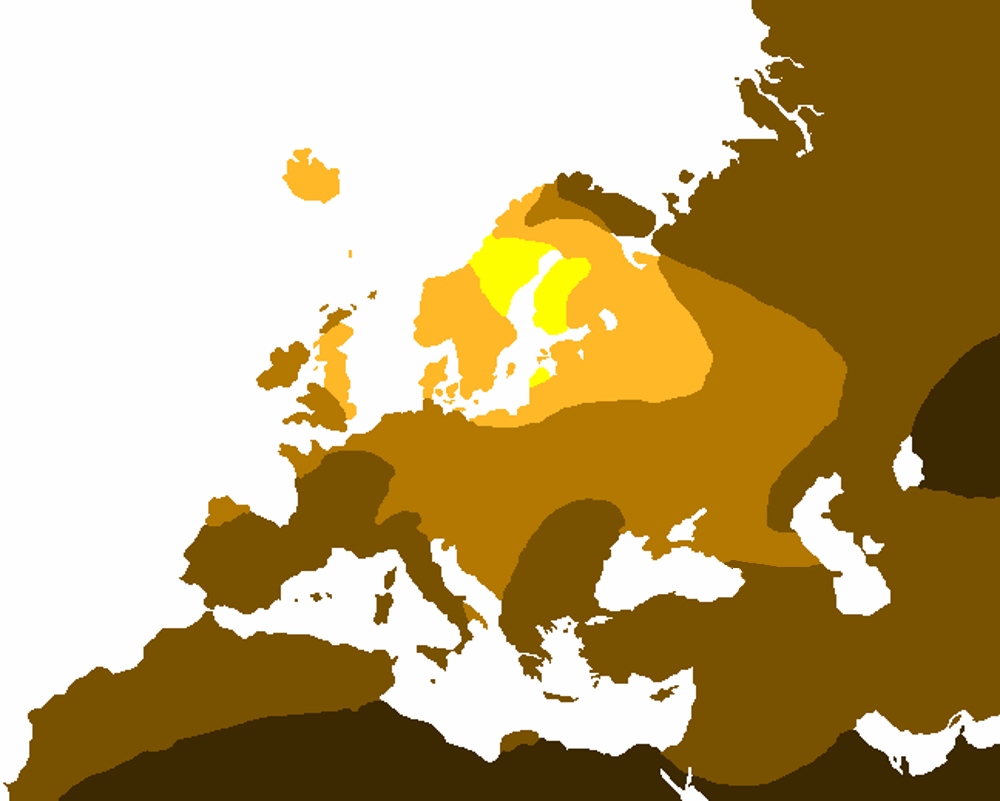
Географическое распределение блондинов в Европе:
80—100 %
50—79 %
20—49 %
1—19 %
менее 1 %

Светлые волосы обычно ассоциируются с Северной Европой. В странах Северной Европы более 80 % населения имеют светлые волосы в той или иной степени. Сюда входят все варианты светлых волос от русого до почти белого. В Центральной и Восточной Европе около 35-40 % людей имеют светлые волосы. В Южной Европе этот показатель составляет около 10 %.
Кроме того, светловолосые люди представлены как небольшое меньшинство, основном в районах, населенных темноволосыми людьми. В Северной Америке и на Ближнем Востоке около пяти процентов людей имеют светлые волосы. Это, вероятно, в основном потомки мигрантов из Северной Европы, особенно в Америке. В странах Латинской Америки, населенных в основном метисами, таких как Мексика и Колумбия, коренные народы Африки к югу от Сахары и восточноазиатские монголоиды, их число составляет менее 1 %, и даже в этих случаях часто наблюдается альбинизм. Светлые волосы также встречаются у некоторых австралийских аборигенов, особенно в детстве.

### Океания

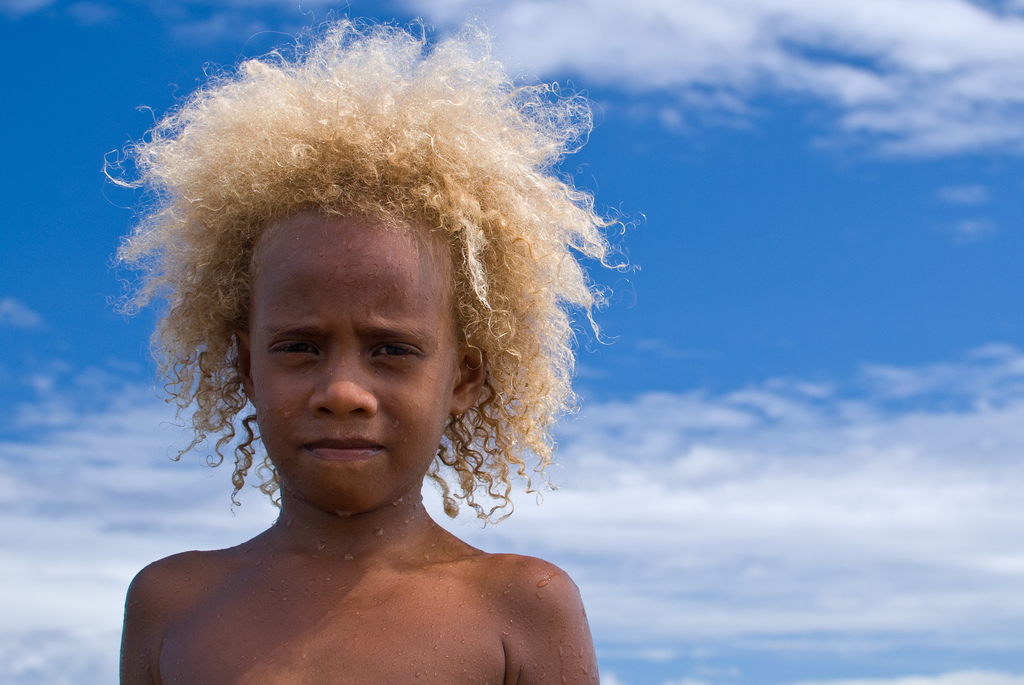
Блондинка из Вануату

Светлые волосы также встречаются в некоторых других частях южной части Тихого океана, таких как Соломоновы острова, Вануату и Фиджи, опять же с более высоким уровнем охвата среди детей. Светлые волосы у меланезийцев вызваны изменением аминокислоты в гене TYRP1. Эта мутация встречается с частотой 26 % на Соломоновых островах и отсутствует за пределами Океании.

### Африка
В Северо-Западной Африке феномен блондинов встречается в основном среди населения амазигов северного Марокко в Рифе, северного Алжира в Кабилии и Оресе, среди населения северного Туниса и среди гуанчей — коренное население Канарских островов берберского происхождения.

### Великая Персия
В историческом регионе Великая Персия белокурость встречается у некоторых иранских народов, включая езидов, белуджей в Иране, бахтиаров и населения провинций Гилян и Мазандаран в Иране, нуристанцев в Афганистане, калашей в Пакистане и т. д.

### Азия

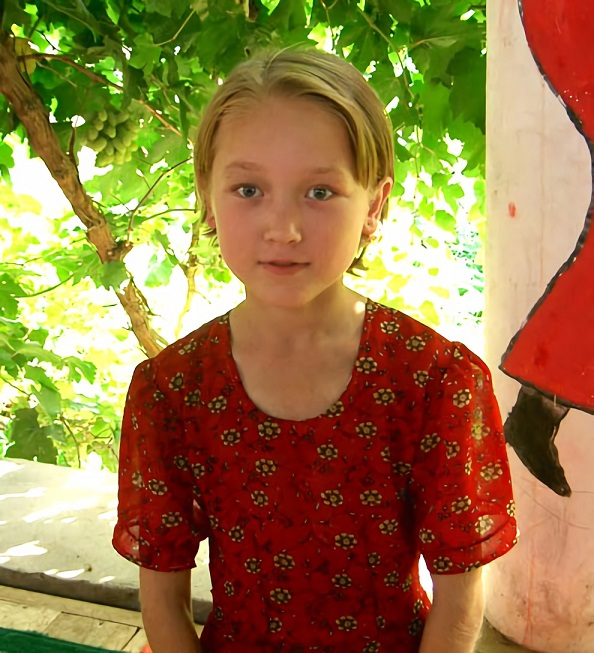
Светловолосая девочка уйгурской национальности (Китай: Синьцзян: Турфан)

В Азии белокурость встречается, в частности, у монголов и у некоторых народов Сибири, таких как ненцы, нганасаны, манси, ханты и т. д.
Блондины встречаются среди хмонгов, особенно из Юго-Восточной Азии. С другой стороны, среди китайских хмонгов редко можно встретить блондинов, потому что там они очень смешаны с ханьцами. Светловолосые хмонги в основном обитают в изолированных холмистых районах Юго-Восточной Азии. Однако у большинства людей хмонг чёрные волосы. По мере взросления светлые волосы хмонгов имеют тенденцию темнеть.

## Блондины и возраст

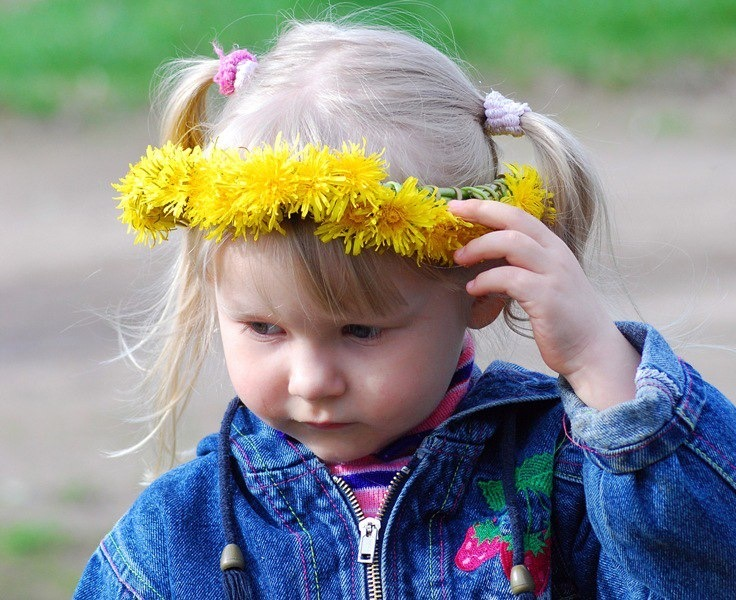
Светловолосая девочка вепсянка

Блондины чаще встречаются среди детей (обычно европеоидной и австралоидной рас), чем среди взрослых. Светловолосые дети рождаются даже у тех народов, для которых светлые волосы — редкость, но с возрастом они, как правило, значительно темнеют. У представителей светловолосых народов, волосы также часто темнеют с возрастом, но не так сильно.

## Блондины в свете истории

### Древняя Греция

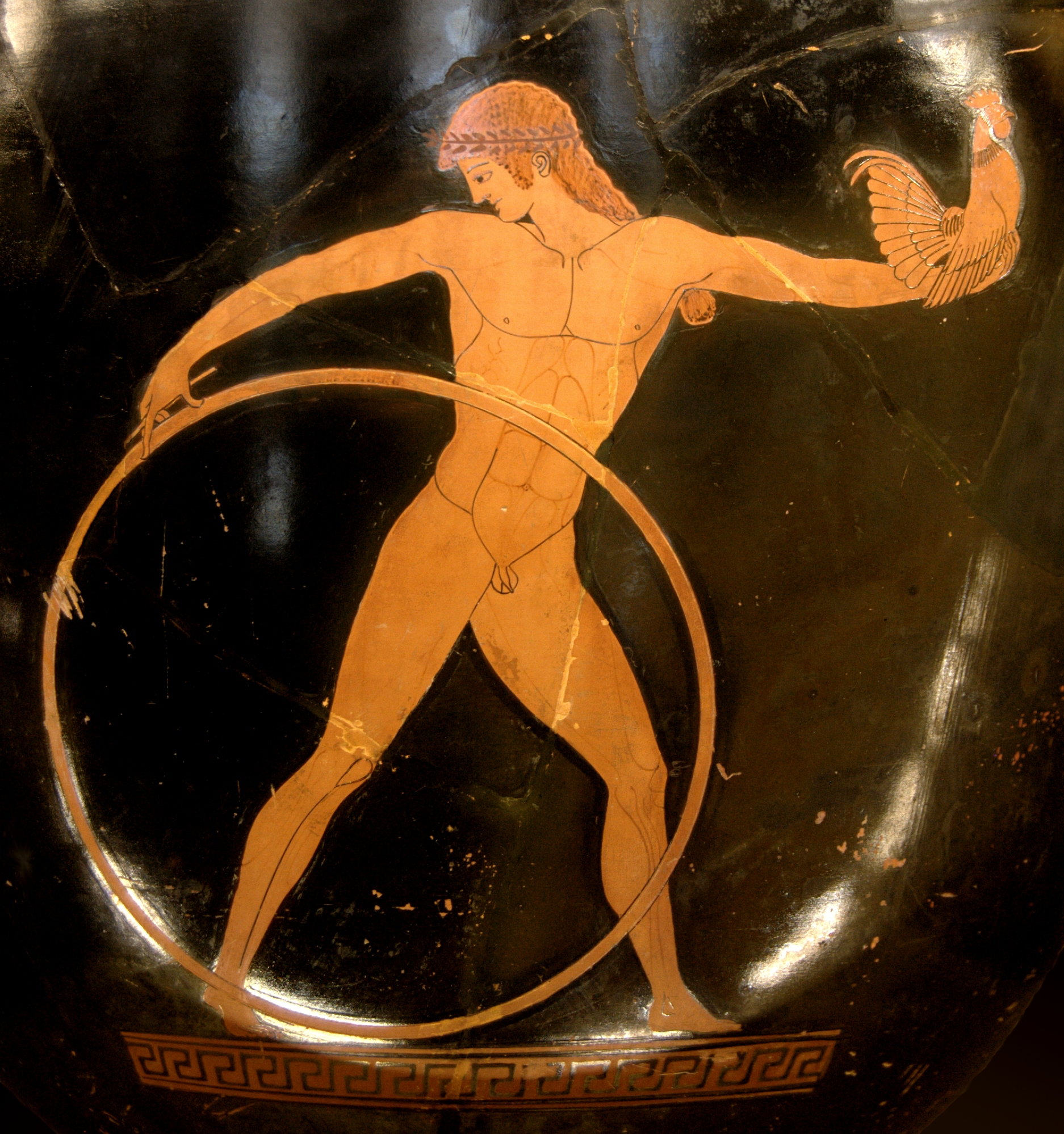
Ганимед, Троянский юноша, катающий обруч, античная ваза около 500 года до н. э.

Большинство людей в Древней Греции имели тёмные волосы и в результате, греки находили светлые волосы чрезвычайно привлекательными. В гомеровских эпосах Менелай, царь спартанцев, вместе с некоторыми другими ахейскими вождями изображается блондином. Другими белокурыми персонажами гомеровских поэм являются Пелей, Ахиллес, Мелеагр, Агамеда и Радамант. Афродита, греческая богиня любви и красоты, изображалась блондинкой.
Скульптор Фидий, изобразил волосы греческой богини мудрости Афины с помощью золота в своей знаменитой статуе Афины Парфенос, которая была выставлена внутри Парфенона.

### Древний Рим
В Древнем Риме светлые волосы ассоциировались с проститутками. Когда греческая культура, практиковавшая обесцвечивание волос, достигла Рима, предпочтение перешло к обесцвечиванию волос.
Император Луций Вер посыпал золотой пылью свои волосы, чтобы сделать их светлее и ярче.

### Средневековая Европа

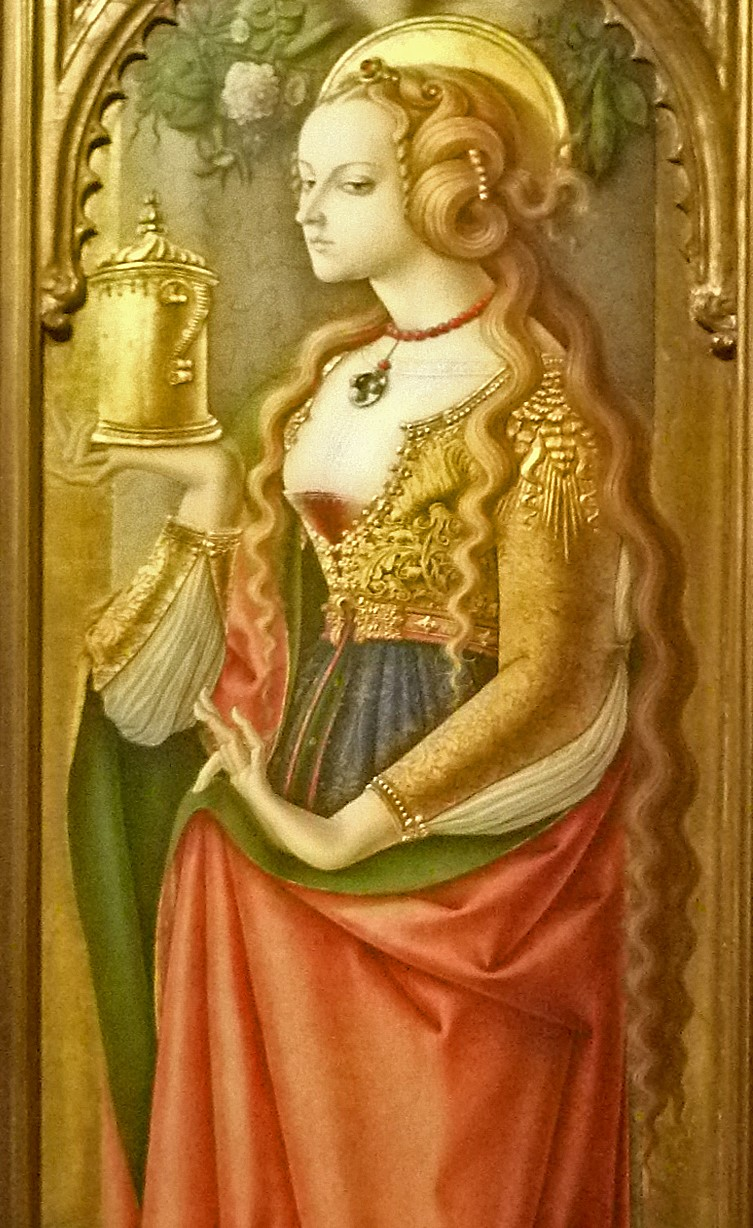
Карло Кривелли — Мария Магдалина (ок. 1480—1487), с длинными светлыми волосами

Средневековое скандинавское искусство и литература часто делали акцент на длине и цвете женских волос, считая идеальными длинные светлые волосы. Скандинавская богиня Сиф имела светлые волосы. В древнескандинавской Саге о Гуннлауге говорится, что Хельга Прекрасная, описанная как «самая красивая женщина в мире», имеет волосы, которые «прекрасны, как чеканное золото», и такие длинные, что они могут «полностью окутать её». В древнеисландской поэме Песнь о Риге, белокурый Ярл считается предком господствующего класса воинов.
Скандинавы были не единственными, кто придавал большое значение красоте светлых волос; французская писательница Кристина Пизанская писала в своей книге «Сокровище города дам»: «нет в мире ничего прекраснее на голове женщины, чем красивые светлые волосы». В средневековых произведениях искусства женщины-святые часто изображались с длинными, светлыми волосами, что подчеркивало их святость и девственность. Однако в то же время Ева часто изображалась с длинными светлыми волосами, которые обрамляют её обнаженное тело и привлекают внимание к её сексуальной привлекательности. На средневековых картинах, изображающих распятие Иисуса, фигура Марии Магдалины изображена с длинными светлыми волосами, которые свободно струятся по её спине, в отличие от большинства женщин в сценах, которые изображены с тёмными волосами, обычно прикрытыми шарфом. В ранних версиях истории о Тристане и Изольде Тристан влюбляется в Изольду, увидев лишь один локон её длинных светлых волос.
Из-за относительной распространённости светлых волос в Северной Европе, особенно среди детей, народные сказки из этих регионов, как правило, содержат большое количество белокурых героев.
Во времена Средневековья испанские дамы предпочитали красить волосы в чёрный цвет, однако во времени Ренессанса в XVI веке мода (зародившаяся в Италии) состояла в окрашивании волос в светлые цвета.

### Нордизм
Нордизм был принят в качестве официальной идеологии в нацистской Германии.

## Современные стереотипы

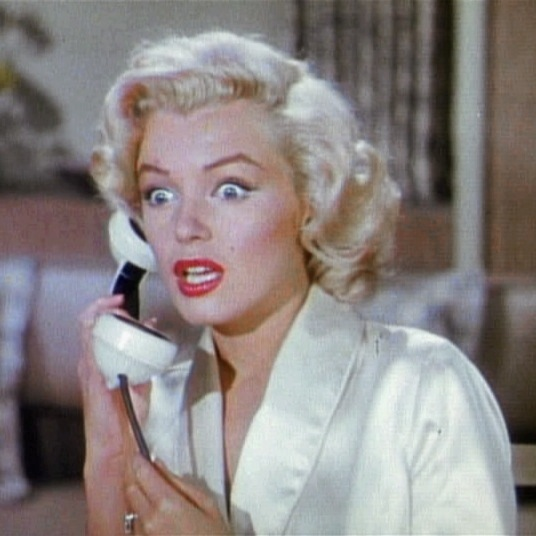
Мэрилин Монро сыграла главную роль в фильме «Джентльмены предпочитают блондинок» 1953 года

Возникший в Европе «Стереотип блондинки» ассоциируется с наивным и глупым человеком. Анекдоты о блондинках созданы на стереотипе о блондинках как неразумных. Считается, что создательницей «Глупой блондинки» была светловолосая французская проститутка XVIII века по имени Розали Дюте, чья репутация красивой, но глупой женщины вдохновила на пьесу о ней под названием «Les Curiosites de la Foire» (Париж, 1775).
В 1950-х годах экранный образ американской актрисы Мэрилин Монро был сосредоточен на её светлых волосах и связанных с ними стереотипах, особенно глупости, наивности и сексуальной доступности. В своих фильмах она часто использовала детский голос, а в интервью создавала впечатление, что всё, что она говорила, было «совершенно невинным и не просчитанным». Монро часто носила белое, чтобы подчеркнуть свою блондинистость, и привлекала внимание, надевая откровенные наряды, которые демонстрировали её фигуру.

## Международный день блондинов и блондинок
31 мая празднуется «Международный день блондинов и блондинок».